# 北克利特馬河
北克利特馬河是俄羅斯的河流，屬於維切格達河的左支流，由科密共和國負責管轄，河道全長155公里，流域面積7,960平方公里，河水主要來自融雪，每年十一月至翌年五月結冰。